# Beta Ethniki 1961-1962
La Beta Ethniki 1961-1962 è la 3ª edizione del campionato greco di calcio di secondo livello.

## Nord

### Girone A

#### Squadre partecipanti
| Squadra                    | Città     |
| -------------------------- | --------- |
| Apollon Serron             | Serres    |
| Aris Protis                | Proti     |
| Iraklis Serron             | Serres    |
| Makedonikos                | Neapoli   |
| Megas Alexandros Salonicco | Salonicco |
| MENT                       | Salonicco |
| Thermaïkos Salonicco       | Salonicco |

#### Classifica
|  | Pos. | Squadra                    | Pt | G | V | N | P | GF | GS | DR  |
|  | ---- | -------------------------- | -- | - | - | - | - | -- | -- | --- |
|  | 1.   | Iraklis Serron             | 28 | ? | ? | ? | ? | 15 | 9  | +6  |
|  | 2.   | Makedonikos                | 27 | ? | ? | ? | ? | 18 | 13 | +5  |
|  | 3.   | Apollon Serron             | 25 | ? | ? | ? | ? | 14 | 12 | +2  |
|  | 4.   | MENT                       | 25 | ? | ? | ? | ? | 8  | 5  | +3  |
|  | 5.   | Megas Alexandros Salonicco | 25 | ? | ? | ? | ? | 19 | 15 | +4  |
|  | 6.   | Thermaïkos Salonicco       | 24 | ? | ? | ? | ? | 16 | 14 | +2  |
|  | 7.   | Aris Protis                | 14 | ? | ? | ? | ? | 7  | 29 | -12 |

Legenda:

      Ammesso al girone finale nord
      Ammesse in Beta Ethniki 1962-1963

### Girone B

#### Squadre partecipanti
| Squadra                  | Città          |
| ------------------------ | -------------- |
| Aspis Xanthi             | Xanthi         |
| Elpida Drama             | Drama          |
| Ethnikos Alexandroupolis | Alessandropoli |
| Filippi Kavala           | Kavala         |
| Iraklis Kavala           | Kavala         |
| Kavala                   | Kavala         |
| Komotini                 | Komotini       |
| Orfeas Xanthi            | Xanthi         |

#### Classifica
|  | Pos. | Squadra                  | Pt | G | V | N | P | GF | GS | DR |
|  | ---- | ------------------------ | -- | - | - | - | - | -- | -- | -- |
|  | 1.   | Iraklis Kavala           | 32 | ? | ? | ? | ? | 19 | 10 | +9 |
|  | 2.   | Orfeas Xanthi            | 32 | ? | ? | ? | ? | 25 | 19 | +6 |
|  | 3.   | Ethnikos Alexandroupolis | 30 | ? | ? | ? | ? | 24 | 17 | +7 |
|  | 4.   | Aspis Xanthi             | 29 | ? | ? | ? | ? | 16 | 17 | -1 |
|  | 5.   | Elpida Drama             | 28 | ? | ? | ? | ? | 11 | 14 | -3 |
|  | 6.   | Filippi Kavala           | 26 | ? | ? | ? | ? | 18 | 19 | -1 |
|  | 7.   | Komotini                 | 24 | ? | ? | ? | ? | 16 | 22 | -6 |
|  | 8.   | Kavala                   | 23 | ? | ? | ? | ? | 12 | 21 | -9 |

Legenda:

      Ammesso al girone finale nord
      Ammesse in Beta Ethniki 1962-1963

#### Spareggio per il primo posto
| Squadra 1      | Risultato | Squadra 2     |
| -------------- | --------- | ------------- |
| Iraklis Kavala | 2 – 1     | Orfeas Xanthi |

### Girone C

#### Squadre partecipanti
| Squadra           | Città      |
| ----------------- | ---------- |
| Aris Kastoria     | Kastoria   |
| Aris Ptolemaida   | Ptolemaida |
| Edessaïkos        | Edessa     |
| Olympiakos Kozani | Kozani     |
| Pierikos          | Katerini   |
| GAS Veria         | Veria      |

#### Classifica
|  | Pos. | Squadra           | Pt | G | V | N | P | GF | GS | DR  |
|  | ---- | ----------------- | -- | - | - | - | - | -- | -- | --- |
|  | 1.   | Pierikos          | 24 | ? | ? | ? | ? | 14 | 6  | +8  |
|  | 2.   | Olympiakos Kozani | 24 | ? | ? | ? | ? | 15 | 11 | +4  |
|  | 3.   | GAS Veria         | 20 | ? | ? | ? | ? | 33 | 11 | +22 |
|  | 4.   | Aris Ptolemaida   | 20 | ? | ? | ? | ? | 12 | 12 | 0   |
|  | 5.   | Edessaïkos        | 19 | ? | ? | ? | ? | 11 | 16 | -5  |
|  | 6.   | Aris Kastoria     | 13 | ? | ? | ? | ? | 14 | 22 | -8  |

Legenda:

      Ammesso al girone finale nord
      Ammesse in Beta Ethniki 1962-1963

#### Spareggio per il primo posto
| Squadra 1 | Risultato | Squadra 2         |
| --------- | --------- | ----------------- |
| Pierikos  | 1 – 0     | Olympiakos Kozani |

### Girone D

#### Squadre partecipanti
| Squadra                 | Città              |
| ----------------------- | ------------------ |
| Achille Trikala         | Trikala            |
| Amfissaïkos             | Amfissa            |
| Anagennīsī Karditsa     | Karditsa           |
| Aris Agios Konstantinos | Agios Konstantinos |
| Olympiakos Lamia        | Lamia              |
| Olympiakos Volos        | Volos              |
| Pallamiaki              | Lamia              |
| Trikala                 | Trikala            |

#### Classifica
|  | Pos. | Squadra                 | Pt | G | V | N | P | GF | GS | DR  |
|  | ---- | ----------------------- | -- | - | - | - | - | -- | -- | --- |
|  | 1.   | Olympiakos Volos        | 37 | ? | ? | ? | ? | 26 | 8  | +18 |
|  | 2.   | Pallamiaki              | 36 | ? | ? | ? | ? | 36 | 18 | +18 |
|  | 3.   | Achille Trikala         | 32 | ? | ? | ? | ? | 29 | 10 | +19 |
|  | 4.   | Trikala                 | 31 | ? | ? | ? | ? | 18 | 15 | +3  |
|  | 5.   | Olympiakos Lamia        | 28 | ? | ? | ? | ? | 12 | 16 | -4  |
|  | 6.   | Amfissaïkos             | 23 | ? | ? | ? | ? | 16 | 21 | -5  |
|  | 7.   | Anagennīsī Karditsa     | 21 | ? | ? | ? | ? | 15 | 26 | -11 |
|  | 8.   | Aris Agios Konstantinos | 15 | ? | ? | ? | ? | 11 | 46 | -35 |

Legenda:

      Ammesso al girone finale nord
      Ammesse in Beta Ethniki 1962-1963

### Girone E

#### Squadre partecipanti
| Squadra            | Città    |
| ------------------ | -------- |
| Anagennisi Arta    | Arta     |
| Anaplasis Tyrnavos | Tyrnavos |
| Atromitos Giannina | Giannina |
| Averof Giannina    | Giannina |
| Iraklis Larissa    | Larissa  |
| Larisaïkos         | Larissa  |

#### Classifica
|  | Pos. | Squadra            | Pt | G | V | N | P | GF | GS | DR |
|  | ---- | ------------------ | -- | - | - | - | - | -- | -- | -- |
|  | 1.   | Larisaïkos         | 24 | ? | ? | ? | ? | 15 | 11 | +4 |
|  | 2.   | Iraklis Larissa    | 23 | ? | ? | ? | ? | 15 | 6  | +9 |
|  | 3.   | Atromitos Giannina | 21 | ? | ? | ? | ? | 10 | 7  | +3 |
|  | 4.   | Anagennisi Arta    | 19 | ? | ? | ? | ? | 12 | 17 | -5 |
|  | 5.   | Averof Giannina    | 18 | ? | ? | ? | ? | 9  | 14 | -5 |
|  | 6.   | Anaplasis Tyrnavos | 15 | ? | ? | ? | ? | 7  | 13 | -6 |

Legenda:

      Ammesso al girone finale nord
      Ammesse in Beta Ethniki 1962-1963

## Sud

### Girone A

#### Squadre partecipanti
| Squadra        | Città     |
| -------------- | --------- |
| Asteras Atene  | Atene     |
| Athīnaïkos     | Vironos   |
| Atromītos      | Peristeri |
| Diagoras       | Rodi      |
| Eleftheroupoli | Atene     |
| Parrodiakos    | Rodi      |
| Rodiakos       | Rodi      |
| Safraboli      | Atene     |

#### Classifica
|  | Pos. | Squadra        | Pt | G | V | N | P | GF | GS | DR  |
|  | ---- | -------------- | -- | - | - | - | - | -- | -- | --- |
|  | 1.   | Rodiakos       | 34 | ? | ? | ? | ? | 19 | 9  | +10 |
|  | 2.   | Atromītos      | 33 | ? | ? | ? | ? | 21 | 9  | +12 |
|  | 3.   | Eleftheroupoli | 30 | ? | ? | ? | ? | 22 | 17 | +5  |
|  | 4.   | Safraboli      | 29 | ? | ? | ? | ? | 23 | 20 | +3  |
|  | 5.   | Athīnaïkos     | 28 | ? | ? | ? | ? | 18 | 17 | +1  |
|  | 6.   | Asteras Atene  | 28 | ? | ? | ? | ? | 15 | 15 | 0   |
|  | 7.   | Diagoras       | 27 | ? | ? | ? | ? | 24 | 21 | +3  |
|  | 8.   | Parrodiakos    | 15 | ? | ? | ? | ? | 10 | 44 | -34 |

Legenda:

      Ammesso al girone finale sud
      Ammesse in Beta Ethniki 1962-1963

### Girone B

#### Squadre partecipanti
| Squadra            | Città    |
| ------------------ | -------- |
| Achille Mytilinis  | Mitilene |
| Aetos Chiou        | Chio     |
| Argonautis Pireo   | Il Pireo |
| Aris Mytilinis     | Mitilene |
| Aris Pireo         | Il Pireo |
| Atromītos Pireo    | Il Pireo |
| Mikrasiatiki Chiou | Chio     |
| Pallesviakos       | Mitilene |
| Vyzas              | Megara   |

#### Classifica
|  | Pos. | Squadra            | Pt | G | V | N | P | GF | GS | DR  |
|  | ---- | ------------------ | -- | - | - | - | - | -- | -- | --- |
|  | 1.   | Vyzas              | 43 | ? | ? | ? | ? | 57 | 14 | +43 |
|  | 2.   | Aris Pireo         | 42 | ? | ? | ? | ? | 44 | 8  | +36 |
|  | 3.   | Argonautis Pireo   | 39 | ? | ? | ? | ? | 47 | 10 | +37 |
|  | 4.   | Atromītos Pireo    | 37 | ? | ? | ? | ? | 31 | 16 | +15 |
|  | 5.   | Aris Mytilinis     | 31 | ? | ? | ? | ? | 25 | 29 | -4  |
|  | 6.   | Achille Mytilinis  | 28 | ? | ? | ? | ? | 15 | 37 | -22 |
|  | 7.   | Pallesviakos       | 27 | ? | ? | ? | ? | 16 | 37 | -21 |
|  | 8.   | Mikrasiatiki Chiou | 21 | ? | ? | ? | ? | 14 | 59 | -45 |
|  | 9.   | Aetos Chiou        | 19 | ? | ? | ? | ? | 12 | 51 | -39 |

Legenda:

      Ammesso al girone finale sud
      Ammesse in Beta Ethniki 1962-1963

### Girone C

#### Squadre partecipanti
| Squadra            | Città     |
| ------------------ | --------- |
| Apollōn Kalamarias | Kalamaria |
| Aris Corinto       | Corinto   |
| Aris Tripoli       | Tripoli   |
| Asteras Tripolīs   | Tripoli   |
| Omilos Kalamata    | Calamata  |
| Pankorinthiakos    | Corinto   |
| Pannafpliakos      | Nauplia   |
| Spartiatikos       | Sparta    |

#### Classifica
|  | Pos. | Squadra            | Pt | G | V | N | P | GF | GS | DR  |
|  | ---- | ------------------ | -- | - | - | - | - | -- | -- | --- |
|  | 1.   | Pankorinthiakos    | 40 | ? | ? | ? | ? | 44 | 6  | +38 |
|  | 2.   | Pannafpliakos      | 32 | ? | ? | ? | ? | 45 | 14 | +31 |
|  | 3.   | Eleftheroupoli     | 32 | ? | ? | ? | ? | 33 | 11 | +22 |
|  | 4.   | Aris Corinto       | 31 | ? | ? | ? | ? | 27 | 18 | +9  |
|  | 5.   | Apollōn Kalamarias | 30 | ? | ? | ? | ? | 18 | 16 | +2  |
|  | 6.   | Spartiatikos       | 23 | ? | ? | ? | ? | 14 | 30 | -16 |
|  | 7.   | Asteras Tripolīs   | 19 | ? | ? | ? | ? | 16 | 51 | -35 |
|  | 8.   | Aris Tripoli       | 17 | ? | ? | ? | ? | 10 | 61 | -51 |

Legenda:

      Ammesso al girone finale sud
      Ammesse in Beta Ethniki 1962-1963

### Girone D

#### Squadre partecipanti
| Squadra             | Città    |
| ------------------- | -------- |
| Enosi Chalkida      | Calcide  |
| Levadeiakos         | Livadeia |
| Olympiakos Chalkida | Calcide  |
| Orcomeno            | Orcomeno |
| Panachaïkī          | Patrasso |
| Panaitōlikos        | Agrinio  |
| Panaigialeios       | Aigio    |
| Patraïkos           | Patrasso |

#### Classifica
|  | Pos. | Squadra             | Pt | G | V | N | P | GF | GS | DR  |
|  | ---- | ------------------- | -- | - | - | - | - | -- | -- | --- |
|  | 1.   | Panaigialeios       | 35 | ? | ? | ? | ? | 22 | 9  | +13 |
|  | 2.   | Levadeiakos         | 33 | ? | ? | ? | ? | 20 | 9  | +11 |
|  | 3.   | Panaitōlikos        | 31 | ? | ? | ? | ? | 29 | 18 | +11 |
|  | 4.   | Panachaïkī          | 29 | ? | ? | ? | ? | 17 | 14 | +3  |
|  | 5.   | Olympiakos Chalkida | 29 | ? | ? | ? | ? | 17 | 18 | -1  |
|  | 6.   | Patraïkos           | 27 | ? | ? | ? | ? | 21 | 21 | 0   |
|  | 7.   | Enosi Chalkida      | 20 | ? | ? | ? | ? | 10 | 33 | -23 |
|  | 8.   | Orcomeno            | 19 | ? | ? | ? | ? | 15 | 29 | -14 |

Legenda:

      Ammesso al girone finale sud
      Ammesse in Beta Ethniki 1962-1963

### Girone E

#### Squadre partecipanti
| Squadra         | Città            |
| --------------- | ---------------- |
| Atlantis Chania | Chania           |
| Ergotelīs       | Candia           |
| Īrodotos        | Nea Alikarnassos |
| Kritikos Chania | Chania           |
| OFI Creta       | Candia           |
| Talos Chania    | Chania           |

#### Classifica
|  | Pos. | Squadra         | Pt | G | V | N | P | GF | GS | DR  |
|  | ---- | --------------- | -- | - | - | - | - | -- | -- | --- |
|  | 1.   | OFI Creta       | 27 | ? | ? | ? | ? | 22 | 7  | +15 |
|  | 2.   | Ergotelīs       | 23 | ? | ? | ? | ? | 27 | 16 | +11 |
|  | 3.   | Īrodotos        | 22 | ? | ? | ? | ? | 19 | 11 | +8  |
|  | 4.   | Kritikos Chania | 16 | ? | ? | ? | ? | 9  | 14 | -5  |
|  | 5.   | Talos Chania    | 16 | ? | ? | ? | ? | 12 | 26 | -14 |
|  | 6.   | Atlantis Chania | 15 | ? | ? | ? | ? | 9  | 19 | -10 |

Legenda:

      Ammesso al girone finale sud
      Ammesse in Beta Ethniki 1962-1963

## Gironi finali

### Girone Nord

#### Classifica
|  | Pos. | Squadra          | Pt | G | V | N | P | GF | GS | DR  |
|  | ---- | ---------------- | -- | - | - | - | - | -- | -- | --- |
|  | 1.   | Pierikos         | 19 | ? | ? | ? | ? | 18 | 7  | +11 |
|  | 2.   | Iraklis Kavala   | 19 | ? | ? | ? | ? | 13 | 7  | +6  |
|  | 3.   | Iraklis Serron   | 16 | ? | ? | ? | ? | 13 | 15 | -2  |
|  | 4.   | Olympiakos Volos | 14 | ? | ? | ? | ? | 9  | 11 | -2  |
|  | 5.   | Larisaïkos       | 12 | ? | ? | ? | ? | 8  | 21 | -13 |

Legenda:

      Ammesso in Apha Ethniki 1962-1963
      Ammesse in Beta Ethniki 1962-1963

#### Spareggio per il primo posto
| Squadra 1 | Risultato | Squadra 2      |
| --------- | --------- | -------------- |
| Pierikos  | 2 – 0     | Iraklis Kavala |

### Girone Sud

#### Classifica
|  | Pos. | Squadra         | Pt | G | V | N | P | GF | GS | DR  |
|  | ---- | --------------- | -- | - | - | - | - | -- | -- | --- |
|  | 1.   | Panaigialeios   | 19 | ? | ? | ? | ? | 14 | 5  | +9  |
|  | 2.   | Pankorinthiakos | 17 | ? | ? | ? | ? | 8  | 3  | +5  |
|  | 3.   | Rodiakos        | 16 | ? | ? | ? | ? | 6  | 7  | -1  |
|  | 4.   | Vyzas           | 15 | ? | ? | ? | ? | 9  | 12 | -3  |
|  | 5.   | OFI Creta       | 13 | ? | ? | ? | ? | 8  | 18 | -10 |

Legenda:

      Ammesso in Apha Ethniki 1962-1963
      Ammesse in Beta Ethniki 1962-1963